# Phymaturus somuncurensis
Phymaturus somuncurensis är en ödleart som beskrevs av  José Miguel Cei och CASTRO 1973. Phymaturus somuncurensis ingår i släktet Phymaturus och familjen Tropiduridae. Inga underarter finns listade i Catalogue of Life.